# تشارلز كينغ (صحفي)
تشارلز كينغ (بالإنجليزية: Charles King)‏ هو محرر وصحفي أمريكي، ولد في 16 مارس 1789 في نيويورك في الولايات المتحدة، وتوفي في 1 أكتوبر 1867 في فراسكاتي في إيطاليا.